# Витовка (Брянская область)
Витовка — село Почепского района Брянской области России. Входит в состав Витовского сельского поселения.

## Название
Согласно преданиям, получило свое название от наименования криницы «Витовтов колодец», из которой пил литовский князь Витовт.

## История
Село образовалось в конце XVII века.
В 1780 году возведён храм Покрова Богородицы, в стиле раннего классицизма. Построен на средства графа К. Г. Разумовского. В годы Великой Отечественной войны был разрушен немецкими войсками.
В 2006 году началось восстановление храма Покрова Богородицы за счёт меценатов Почепского района.

## Население
| 2010 | 2013 |
| ---- | ---- |
| 934  | ↘931 |